# 4e étape du Tour de France 1903
Pour un article plus général, voir Tour de France 1903.
La 4e étape du Tour de France 1903 s'est déroulée le dimanche 12 juillet.
Elle part de Toulouse (Haute-Garonne) et arrive à Bordeaux (Gironde), pour une distance de 268 kilomètres.
L'étape est remportée par le Suisse Charles Laeser, premier vainqueur d'étape étranger sur le Tour de France, tandis que le Français Maurice Garin, vainqueur de la 1re étape, conserve la tête du classement général.

## Parcours et déroulement de la course

### Parcours de la4eétape: Toulouse-Bordeaux

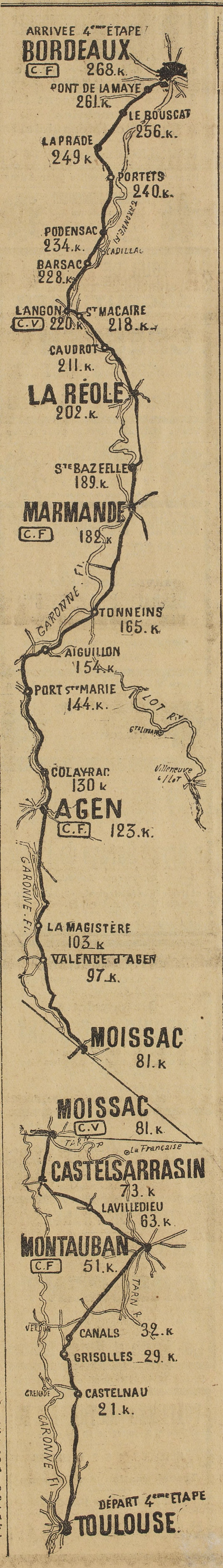
Carte du parcours

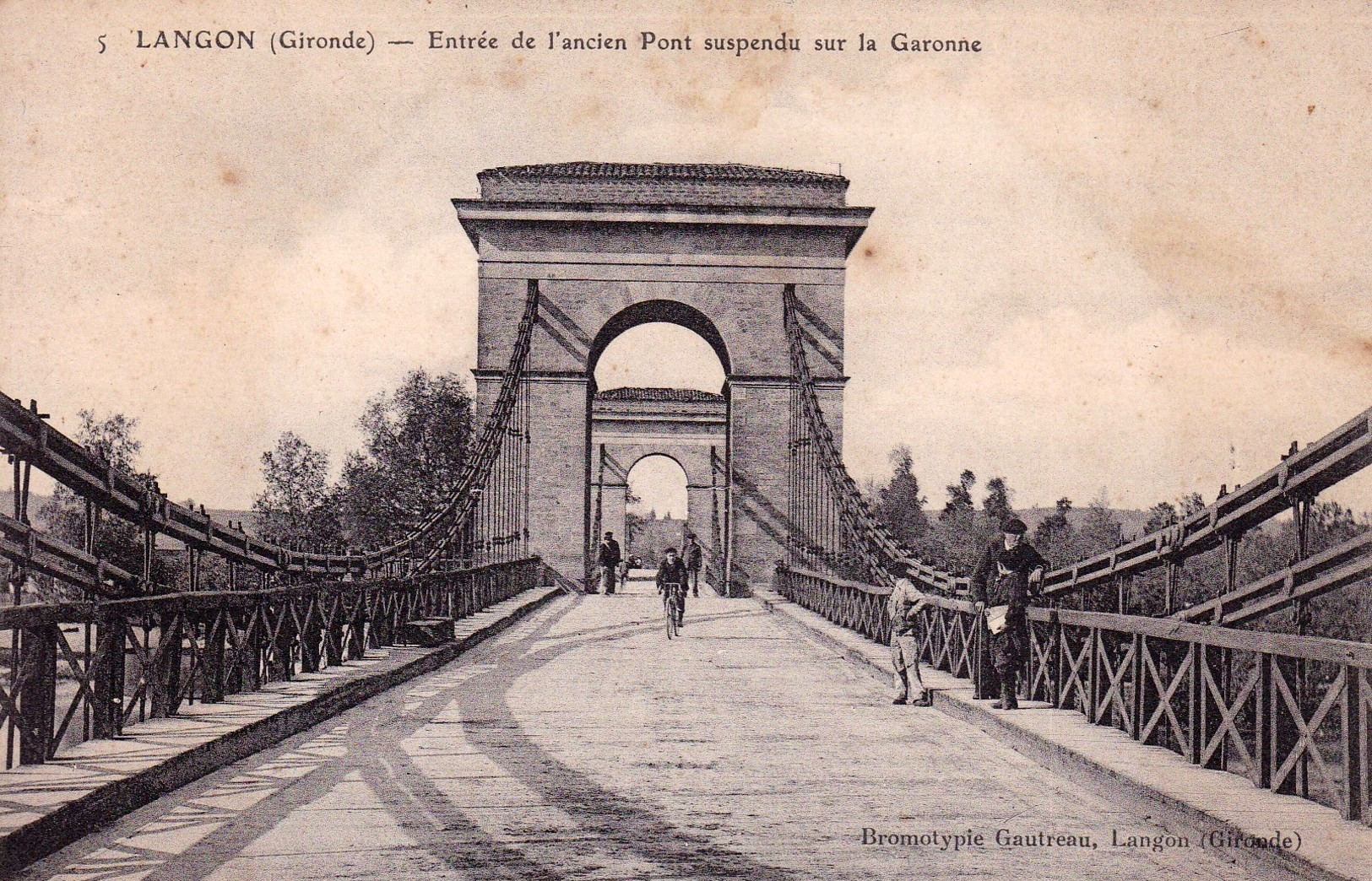
Pont routier de Langon à l'époque.

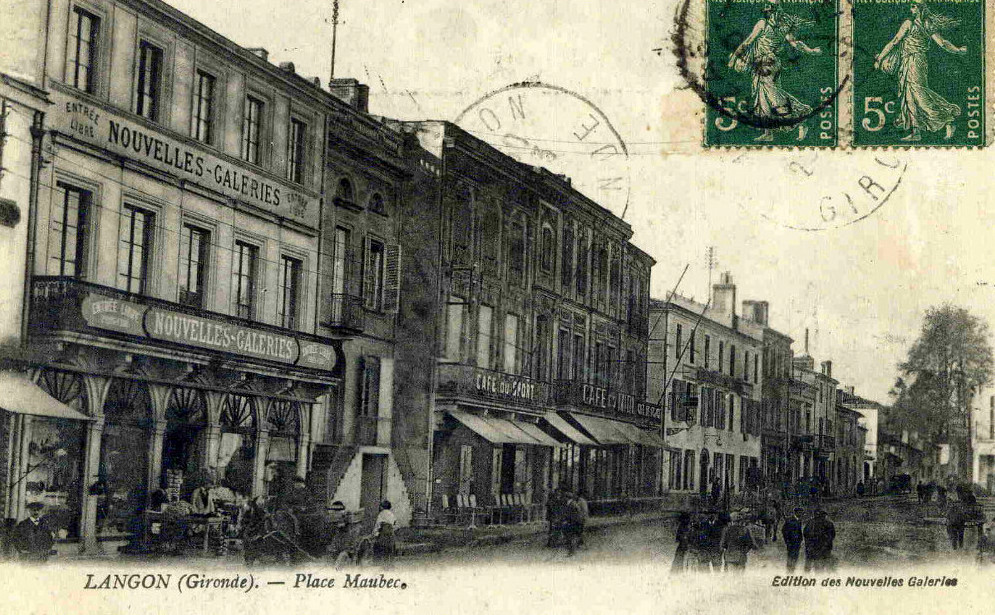
Café du Sport, Place Maubec, Langon

Cette 4e étape se déroule entre Toulouse et Bordeaux, avec un total de 268 kilomètres. Aux contrôles volants, les concurrents crièrent leurs noms et leurs numéros à haute voix. Aux contrôles fixes, les concurrents descendirent de machine et donnèrent une signature sur le registre du contrôle.
| Commune                  | Lieu                                   | Contrôles               | Kilométrage |
| ------------------------ | -------------------------------------- | ----------------------- | ----------- |
| Toulouse                 | Café Sion, boulevard de Strasbourg     | départ fictif           | 0           |
| Toulouse                 | Café Saint-Roch, 54 avenue des Minimes | départ réel             |             |
| Aucamville               | Lacourtensourt                         |                         | 9           |
| Castelnau-d'Estrétefonds |                                        |                         | 21          |
| Grisolles                |                                        |                         | 29          |
| Canals                   |                                        |                         | 32          |
| Montauban                | café Dupin, Grande Rue                 | contrôle fixe           | 51          |
| LaVilleDieu              |                                        |                         | 63          |
| Castelsarrasin           |                                        |                         | 73          |
| Moissac                  | hôtel du Luxembourg, avenue de la Gare | contrôle volant         | 81          |
| Valence-d'Agen           |                                        |                         | 97          |
| Lamagistère              |                                        |                         | 103         |
| Agen                     | Grand Café Russe                       | contrôle fixe           | 123         |
| Colayrac                 |                                        |                         | 130         |
| Port-Sainte-Marie        |                                        |                         | 144         |
| Aigullon                 |                                        |                         | 154         |
| Tonneins                 |                                        |                         | 165         |
| Marmande                 | café du Progrès, boulevard de Maré     | contrôle fixe           | 182         |
| Sainte-Bazeille          |                                        |                         | 189         |
| La Réole                 |                                        |                         | 202         |
| Caudrot                  |                                        |                         | 211         |
| Saint-Macaire            |                                        |                         | 218         |
| Langon                   | café du Sport, place Maubec            | contrôle volant         | 220         |
| Barsac                   |                                        |                         | 228         |
| Podensac                 |                                        |                         | 234         |
| Portets                  |                                        |                         | 240         |
| Saint-Médard-d'Eyrans    | La Prade                               |                         | 249         |
| Cadaujac                 | Le Bouscaut                            |                         | 256         |
| Villenave-d'Ornon        | café du Petit-Trianon, Pont de la Maye | point de neutralisation | 261         |
| Bordeaux                 | Vélodrome du Parc                      | contrôle d'arrivée      | 268         |

## Classement de l'étape
Les dix premiers de l'étape sont :
| Classement de la 4e étape | Classement de la 4e étape | Classement de la 4e étape | Classement de la 4e étape | Classement de la 4e étape |
|                           | Coureur                   | Pays                      | Équipe                    | Temps                     |
| ------------------------- | ------------------------- | ------------------------- | ------------------------- | ------------------------- |
| 1er                       | Charles Laeser            | Suisse                    | '                         | en 8 h 46                 |
| 2e                        | Julien Lootens            | Belgique                  | Bicyclette Brennabor      | à 4 min 3 s               |
| 3e                        | Rodolfo Muller            | Italie                    | La Française              | m.t.                      |
| 4e                        | Léon Georget              | France                    | La Française              | m.t.                      |
| 5e                        | Maurice Garin             | France                    | La Française              | m.t.                      |
| 6e                        | Jean Fischer              | France                    | La Française              | m.t.                      |
| 7e                        | Lucien Pothier            | France                    | La Française              | m.t.                      |
| 8e                        | Eugène Brange             | France                    |                           | à 7 h 41                  |
| 9e                        | Aloïs Catteau             | Belgique                  | La Française              | m.t.                      |
| 10e                       | Jean Dargassies           | France                    |                           | à 26 h 0                  |
| modifier                  |                           |                           |                           |                           |

## Classement général
| Classement général | Classement général  | Classement général | Classement général   | Classement général  |
|                    | Coureur             | Pays               | Équipe               | Temps               |
| ------------------ | ------------------- | ------------------ | -------------------- | ------------------- |
| 1er                | Maurice Garin       | France             | La Française         | en 59 h 57 min 43 s |
| 2e                 | Léon Georget        | France             | Bicyclette Aiglon    | à 1 h 58 min 53 s   |
| 3e                 | Lucien Pothier      | France             | La Française         | à 2 h 58 min 0 s    |
| 4e                 | Jean Fischer        | France             | La Française         | à 3 h 53 min 20 s   |
| 5e                 | Marcel Kerff        | Belgique           |                      | à 3 h 55 min 20 s   |
| 6e                 | Rodolfo Muller      | Italie             | La Française         | à 4 h 0 min 57 s    |
| 7e                 | Fernand Augereau    | France             | La Française         | à 4 h 18 min 39 s   |
| 8e                 | François Beaugendre | France             |                      | à 5 h 8 min 45 s    |
| 9e                 | Julien Lootens      | Belgique           | Bicyclette Brennabor | à 5 h 58 min 56 s   |
| 10e                | Gustave Pasquier    | France             | La Française         | à 8 h 32 min 49 s   |
| modifier           |                     |                    |                      |                     |